# Dunnet Head
Dunnet Head (Skotsk gælisk: Ceann Dùnaid) er en halvø på den nordligste del af det engelske fastland.
Området, også kendt under navnet Easter Head, ligger omkring 18 km vestnordvest for John o' Groats og ca. 20 km fra Duncansby Head.

## Galleri
- Dunnet Head fyrtårn.
- Udsigt til klipperne mod Easter Head, mod Cape Wrath, i 2015.